# Andrew Norman
Andrew Norman (31 de octubre de 1979) es un compositor estadounidense de música clásica contemporánea cuya compleja música está influenciada por la arquitectura y las artes visuales. Su trío de cuerdas The Companion Guide to Rome (2010), fue finalista del Premio Pulitzer de Música en 2012. Mientras era compositor residente del Proyecto de la Orquesta Moderna de Boston, ganó atención internacional por primera vez por la obra orquestal Play (2013), que fue nominada al Premio Grammy 2016 a la Mejor Composición Clásica Contemporánea y ganó el Premio Grawemeyer a la Composición Musical en 2017. Recibió otra nominación al Grammy por la obra orquestal Sustain (2018), un encargo de la Filarmónica de Los Ángeles . Otras obras destacadas incluyen la fantasía para piano y orquesta Split (2015) y la ópera A Trip to the Moon (2017). Desde 2020, Norman ha estado en la facultad de composición de la Juilliard School .

## Biografía
Norman estudió composición en la Universidad del Sur de California y en la Universidad de Yale . Gran parte de su música está influenciada por la arquitectura y las artes visuales, en las que ha tenido un interés de por vida. Fue compositor residente del Boston Modern Orchestra Project de 2011 a 2013. Entre sus obras más notables se encuentran el trío de cuerdas de 2010 The Companion Guide to Rome, la obra sinfónica Play de 2013, la fantasía para piano y orquesta de 2015 Split la ópera A Trip to the Moon de 2017, y la obra orquestal de 2018 Sustain.
Su composición The Companion Guide to Rome (inspirada en la guía del mismo nombre escrita por Georgina Masson ) fue finalista del Premio Pulitzer de Música 2012. Una grabación de Play del Boston Modern Orchestra Project fue nombrada una de las mejores grabaciones de música clásica de 2015 por David Allen de The New York Times y nominada para el Premio Grammy 2016 a la Mejor Composición Clásica Contemporánea .
Norman ganó el premio Grawemeyer a la composición musical 2017 para Play, que el escritor musical Will Robin calificó como "la mejor obra orquestal que el siglo XXI ha visto hasta ahora". En referencia al premio, Norman dijo en una entrevista con NPR :

Si consigo más comisiones, estupendo, pero quizá pueda aprovechar este momento para hablar de cosas que son importantes para mí. Como llamar la atención sobre el hecho de que hay problemas. Por ejemplo, este premio se ha concedido a tres mujeres en sus 30 años de historia. Y para mí eso es un problema. Y, sinceramente, soy un hombre blanco y recibo muchos encargos, y hay razones sistémicas para ello, razones de las que todos deberíamos hablar. Hay muchos compositores con talento. En lugar de darme otro encargo, ¿por qué no se lo damos a esa gente?

En 2018, la Filarmónica de Los Ángeles le encargó a Norman que escribiera Sustain para el comienzo de la temporada del centenario. Norman fue finalista del Premio Pulitzer de Música 2019 por el trabajo. En 2020, le valió una nominación al Premio Grammy a la Mejor Composición Clásica Contemporánea, y la Filarmónica de Los Ángeles ganó el Premio Grammy a la Mejor Interpretación Orquestal por su grabación de la pieza en 2019. Fue miembro de Colonia MacDowell en 2008, 2009, 2011, 2012 y 2014.
Norman se encuentra actualmente en la facultad de composición de la Juilliard School, y se desempeña como presidente de composición Debs de Carnegie Hall para la temporada 2020-2021. Anteriormente fue profesor asistente de composición en la USC Thornton School of Music . Andrew Norman es director del programa Nancy and Barry Sanders Youth Composer en la Filarmónica de Los Ángeles, a través del cual enseña composición para conjuntos más grandes. Sus obras son publicadas por Schott Music.
El 31 de octubre de 2020, 31 miembros de la Filarmónica de Berlín interpretaron la composición de Norman Sabina (arreglo para orquesta de cuerdas), descrita como "una pintura sonora llena de reflejos iridiscentes de luz". El arreglo fue encargado por la Fundación Filarmónica de Berlín.

## Lista de composiciones

### Ópera
- A Trip to the Moon, un melodrama para niños (2017)

### Cámara
- Light Screens (2002) para flauta y trío de cuerdas
- Farnsworth: Four Portraits of a House (2004) para cuatro clarinetes, flauta, violín, piano y percusión
- Gran Turismo (2004) para octeto de violín
- Garden of Follies (2006) para saxofón alto y piano
- The Companion Guide to Rome (2010) para trío de cuerdas
- Try (2011) para gran conjunto de cámara
- Peculiar Strokes (2011-2015) para cuarteto de cuerdas
- Music in Circles (2012) para flauta, clarinete, trompeta, violín, viola y violonchelo
- Mime Mime Mime (2015) para flauta, clarinete, violín, violonchelo, piano y percusión
- Frank's House (2015) para dos pianos y dos percusiones

### Orquesta
- Sacred Geometry (2003)
- Drip Blip Sparkle Spin Glint Glide Glow Float Flop Chop Pop Shatter Splash (2005)
- Unstuck (2008)
- The Great Swiftness (2010) para orquesta de cámara
- Apart (2011)
- Play (2013, rev. 2016)
- Suspend (2014) para piano solista y orquesta
- Split (2015) para piano solista y orquesta
- Switch (2015) para percusión solista y orquesta
- Spiral (2018)
- Sustain (2018)

### Solo
- Sabina (2008–09) para violín, viola o violonchelo
- For Ashley (2016) para violonchelo

### Vocal
- Lullaby (2007) para mezzosoprano y piano
- Don't Even Listen (2010)